# 岡崎嗣雄
岡崎嗣雄（日语：岡崎 つぐお，1960年4月23日—），日本資深男性漫畫家。出身於東京都。他的作品很多在《週刊少年Sunday》連載，代表作有《只今授業中！》、《JUSTY》（1986年發行OVA動畫）、《RAGNAROK GUY》及《這不是遊戲嗎》。

## 人物簡介
1980年以短篇《2年A組星子老師》出道後，開始在小學館少年漫畫雜誌《週刊少年Sunday》活躍。
2011年，於「Web Magazine KATANA」連載續篇《JUSTY NEO RAMBIS篇》。
女演員清水真弓為他的舅母（母親的妹妹）。

## 作品列表
連載
- 只今授業中！（《週刊少年Sunday》，1980年－1983年）
- JUSTY（日语：ジャスティ (漫画)）（《週刊少年Sunday增刊號（日语：週刊少年サンデーS）》，1981年－1984年）
  - JUSTY NEO RAMBIS篇（《Web Magazine KATANA》，2011年－2015年）
- 春美120%（《週刊少年Sunday》，1983年－1984年）
- RAGNAROK GUY（日语：ラグナロック・ガイ）（《週刊少年Sunday》，1984年－1985年）
- （《月刊少年Captain（日语：月刊少年キャプテン）》，1985年－1987年）
- （《週刊少年Sunday》，1986年－1987年）
- 岡崎傑作短篇集（東京三世社，1988年）
- 一番！（《SC》（スコラ），1991年）
- 超時空要塞II（《週刊少年Sunday增刊號》，1992年）
- 這不是遊戲嗎（日语：あそびじゃないの）（《Famicom通信》，1992年－1994年，擔任作畫、原作：宮岡寬）
- 11（《Web Comic》vol.1，SoftBank，1998年）
- E（電氣通信振興會（日语：情報通信振興会），2002年）
- （《月刊COMIC NORA（日语：月刊コミックNORA）》）
- 以藏（原作：櫻井和生）
- A PLOT OF NIGHTMARE（《HERO X-LINE（日语：ヒーロークロスライン）》，2007年－2009年）
- <夢魔>（《Web Magazine KATANA》，2011年）
  - II（《Web Magazine KATANA》，2011年）
- 人造人009 BGOOPARTS DELETE（《Champion RED》，2019年－連載中，原作：石之森章太郎）

短篇
- 2年A組星子老師（《週刊少年Sunday》，1980年）
- （《月刊少年Captain》）
- 魯邦的WINE大作戰（原作：Monkey Punch，2010年，《魯邦三世official Magazine（日语：ルパン三世officialマガジン）》'10春）

## 師傅
- 綾秀夫（日语：あや秀夫）[2]

## 助手
- 本壯一（日语：本そういち）

## 外部連結
- 岡崎嗣雄的X（前Twitter） （日語）